# Línea Z3 (Canelones)
La línea Z3 es una línea urbana de Canelones une la ciudad capital de Canelones con Los Cerrillos.
Integra el Sistema de Transporte Metropolitano y es operada por la empresa Zeballos Hnos.

## Recorridos
Une la ciudad de Canelones con Los Cerrillos, circulando por la ciudad de Aguas Corrientes.